# Canton de Saint-Gildas-des-Bois
Le canton de Saint-Gildas-des-Bois est une ancienne circonscription électorale française, située dans le département de la Loire-Atlantique (région Pays de la Loire).

## Histoire
De 1833 à 1848, les cantons de Savenay et de Saint-Gildas avaient le même conseiller général. Le nombre de conseillers généraux était limité à 30 par département.

## Représentation

### Conseillers généraux de 1833 à 2015
| Période | Période          | Identité                                                           | Étiquette    | Qualité |
| ------- | ---------------- | ------------------------------------------------------------------ | ------------ | --- |
| 1833    | 1839             | Pierre Joseph Guillet                                              |              | Président du Tribunal civil de Savenay |
| 1839    | 1845             | Comte Amaury Fourché de Quéhillac                                  |              | Propriétaire, ancien maire de Bouvron (1813-1817, 1819-1830)                                                                              |
| 1845    | 1847 (décès)     | Théodore Mérot (1800-1847)                                         |              | Avocat, maire de Savenay |
| 1847    | 1848             | Joseph Marie Desmars                                               | Droite       | Avocat, conseiller municipal de Savenay, conseiller d'arrondissement du canton de Savenay                                                 |
| 1848    | 1852             | Auguste de Montaigu                                                |              | Propriétaire, maire de Missillac (1848-1852, 1871-1881)                                                                                   |
| 1852    | 1883             | Pierre Delozes                                                     | Droite       | Directeur du juvénat (ferme-école) de Saint-Gildas-des-Bois                                                                               |
| 1883    | 1927 (décès)     | Comte puis Marquis Pierre de Montaigu (fils d'Auguste de Montaigu) | Droite       | Industriel et propriétaire terrien, maire de Missillac (1904-1927) Député (1898-1910) Sénateur (1920-1927)                                |
| 1928    | 1940             | Vicomte René Le Gouvello de La Porte                               | Conservateur | Maire de Sévérac Nommé conseiller départemental en 1943                                                                                   |
|         |                  |                                                                    |              | |
| 1945    | 1967 (décès)     | Pierre Chaussé                                                     | DVD          | Industriel Maire de Saint-Gildas-des-Bois                                                                                                 |
| 1967    | 1994             | Jean Martin de Baudinière                                          | DVD puis UDF | Maire de Drefféac (1953-1995) Vice-président du Conseil général                                                                           |
| 1994    | 2014 (démission) | André Trillard                                                     | RPR puis UMP | Docteur vétérinaire Sénateur (2001-2017) Président du Conseil général (2001-2004) Maire de Saint-Gildas-des-Bois (1983-2001 et 2008-2020) |
| 2014    | 2015             | Colette Fréhel                                                     | DVD          | Aide maternelle Adjointe au Maire de Missillac                                                                                            |

### Conseillers d'arrondissement (de 1833 à 1940)
Le canton de Saint-Gildas appartenait à l'arrondissement de Savenay jusqu'en 1868, puis à l'arrondissement de Saint-Nazaire.
| Période | Période      | Identité                                              | Étiquette    | Qualité |
| ------- | ------------ | ----------------------------------------------------- | ------------ | --- |
| 1833    | 1848         | Pierre Henry Charles Pahier (1796-1862)               |              | Notaire à Missillac                                                                                         |
|         |              |                                                       |              | |
| 1885    | 1890 (décès) | Comte Raoul Le Quen d'Entremeuse (1852-1890)          | Droite       | Propriétaire à Guenrouet                                                                                    |
|         |              |                                                       |              | |
| 1904    |              | Vicomte Hippolyte Le Gouvello de La Porte (1847-1927) | Conservateur | Maire de Sévérac                                                                                            |
| ?       | 1940         | Pascal Le Quen d'Entremeuse (1890-1941)               | Royaliste    | Aviateur, membre des Camelots du Roi, propriétaire à Nantes                                                 |
| 1940    |              |                                                       |              | Les conseils d'arrondissement ont été suspendus par la loi du 12 octobre 1940 et n'ont jamais été réactivés |

## Composition
Les données présentées sont issues des études de l'Insee.
| Nom                               | Code Insee | Intercommunalité                                   | Superficie (km2) | Population (dernière pop. légale) | Densité (hab./km2) |
| --------------------------------- | ---------- | -------------------------------------------------- | ---------------- | --------------------------------- | ------------------ |
| Saint-Gildas-des-Bois (chef-lieu) | 44161      | CC du pays de Pont-Château - Saint-Gildas-des-Bois | 33,42            | 3 701 (2014)                      | 111                |
| Drefféac                          | 44053      | CC du pays de Pont-Château - Saint-Gildas-des-Bois | 14,16            | 2 109 (2014)                      | 149                |
| Guenrouet                         | 44068      | CC du pays de Pont-Château - Saint-Gildas-des-Bois | 69,90            | 3 308 (2014)                      | 47                 |
| Missillac                         | 44098      | CC du pays de Pont-Château - Saint-Gildas-des-Bois | 59,55            | 5 134 (2014)                      | 86                 |
| Sévérac                           | 44196      | CC du pays de Pont-Château - Saint-Gildas-des-Bois | 22,41            | 1 635 (2014)                      | 73                 |

Les 5 communes sont également regroupées dans la Communauté de communes du pays de Pont-Château - Saint-Gildas-des-Bois.

## Démographie
| 1962   | 1968   | 1975   | 1982   | 1990   | 1999   |
| ------ | ------ | ------ | ------ | ------ | ------ |
| 11 165 | 10 662 | 10 405 | 11 585 | 12 038 | 11 789 |

| 2006   | 2007   | 2008   | 2009   | 2010   | - |
| ------ | ------ | ------ | ------ | ------ | - |
| 13 424 | 13 686 | 14 098 | 14 388 | 14 704 | - |